# Маленькая Мисс Лейк-Панасоффки
Маленькая Мисс Лейк-Панасоффки (Маленькая Мисс Панасоффки, англ. Little Miss Lake Panasoffkee, Little Miss Panasoffke) — имя неопознанных останков, найденных 19 февраля 1971 года в Озере Панасоффки во Флориде. Убийство остаётся нераскрытым, несмотря на две реконструкции лица жертвы, в 1971 и в 2012 годах. Случай фигурировал в телешоу Unsolved Mysteries в 1993 году.

## Обнаружение тела
19 февраля 1971 года два подростка-автостопщика обнаружили разлагающееся тело, наполовину погружённое в воду, в озере Панасоффки рядом с прилегающим шоссе. После приезда полиции полностью одетое и сильно разложившееся тело молодой женщины было извлечено из озера. Не было найдено предметов, способных идентифицировать личность.
На ней была надета зелёная кофта, зелёные клетчатые штаны и зелёное пончо. Также она носила часы из белого золота, золотое ожерелье, а на безымянном пальце было золотое кольцо с прозрачным камнем, что указывает на её возможное замужество.
Судебный осмотр останков был осуществлён доктором Уильямом Шутце. Он пришёл к заключению, что жертва была убита примерно за 30 дней до её обнаружения, хотя она могла быть мертва и до 2 месяцев. Вокруг её шеи был обмотан мужской ремень 36-го размера, что указывало на удушение как самую вероятную причину смерти.

## Судебная экспертиза
В феврале 1986 года тело было эксгумировано для дальнейшего изучения. На момент смерти женщине было от 17 до 24 лет, весила она примерно 115 фунтов (~52 кг). У неё были тёмные волосы и карие глаза, выступающие скулы, рост был от 5 футов и 2 дюймов до 5 футов и 5 дюймов (157,5 — 165 см). В течение жизни ей было сделано много операций на зубах, включая установку нескольких серебряных пломб, а на одном из правых верхних зубов была коронка.
Было определено, что она родила не менее двух детей. В дополнение одно из её рёбер на момент смерти было сломано, что дало следователям основание предполагать, что убийца опирался на жертву коленом во время того, как душил ремнём.
Изначально следователи считали, что женщина европейка или коренная американка; дальнейшее изучение эксгумированных останков, совершённое в 2012 году, установило, что она была родом из Европы. Также изучение линий Гарриса в костях жертвы выявило, что её рост в детстве временно замедлило заболевание или недоедание.
Исследование изотопов свинца в зубах жертвы позволило геологу выяснить, что женщина, несомненно, провела детство и юношество где-то рядом с морем в южной Европе; скорее всего, южнее греческой столицы Афин, она бывала там и в течение последнего года своей жизни. Геолог Джордж Каменов счёл наиболее вероятным местом её проживания рыбацкий порт Лаврион в Греции, этот город также известен своей историей шахтёрства.
Учитывая факт, что большая греко-американская диаспора проживает в Тарпон-Спрингсе (примерно 117 км, или 73 мили от озера Панасоффки), а также дополнительные факты проживания в Греции вплоть до неизвестной даты в 1970 году и то, что жертва была мертва около 30 дней перед её обнаружением, есть возможность предполагать, что она посещала США, чтобы отпраздновать праздник Богоявления.
В поддержку теории о временном посещении говорит и исследование волос, которое указало на то, что жертва пробыла во Флориде менее двух месяцев до её убийства.
Когда ей было около 16 лет, на её правом голеностопе была проведена операция. В ходе этой операции в сухожилие и кость вводят винты. Возможно, до этой операции жертва повреждала голеностоп несколько раз. На правой ноге также был найден периостит, который должен был причинять жертве заметные неудобства в течение всей жизни.

## Реконструкции внешности
В 1971 году была произведена реконструкция лица женщины, чтобы попытаться изобразить, как она выглядела в разные периоды своей жизни. В 2012 году внешность снова была воспроизведена, на этот раз она отличалась от предыдущей версии. Дополнительно был создан макет одежды жертвы.

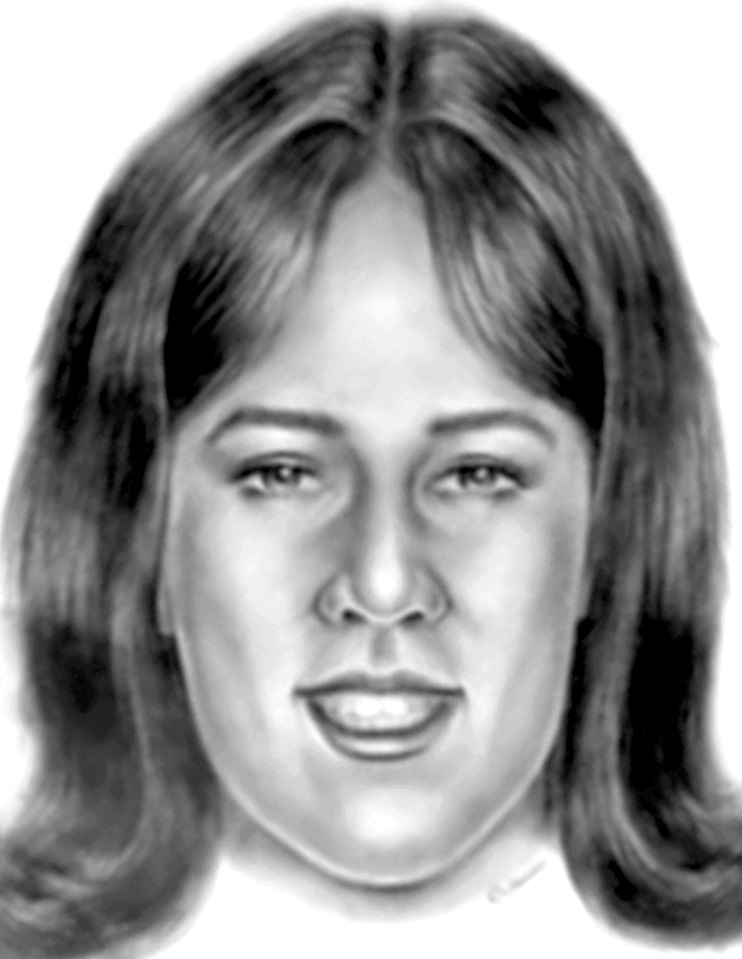
Реконструкция 1971 года